# 刘先平
刘先平（1938年11月22日—2022年1月10日），笔名文木，男，安徽肥东人，中国儿童文学作家，安徽省作家协会原常务副主席。曾获全国优秀儿童文学奖、宋庆龄儿童文学奖等。
刘先平1961年毕业于杭州大学中文系，分配至合肥师范专科学校任教。1971年调文学部门工作。1957年开始发表作品。1963年停笔。1978年恢复文学创作。